# Lumbricus
Genre
Lumbricus est un genre de vers de terre, communément appelé lombrics, de la famille des Lumbricidae.

## Lombrics les plus communs
Le genre compte une douzaine d'espèces communément rencontrées telles que Lumbricus rubellus, Lumbricus castaneus, Lumbricus terrestris, et Lumbricus festivus. Il existe d'importantes différences entre ces quatre espèces de vers de terre.
- Lumbricus rubellus est habituellement brun rougeâtre ou rouge-violet, dos irisé et ventre jaune pâle. Ils mesurent habituellement environ 25 et 105 mm en longueur, et sont composés d'environ 95 à 120 segments.

- Lumbricus castaneus varie de noisette à brun violet, ventre brun ou jaune, clitellum orange. Ils mesurent généralement 30 à 70 mm avec 80 à 100 segments.

- Lumbricus terrestris a plusieurs noms communs, c'est le ver de terre commun, également appelé "ver de rosée". Ils sont fortement pigmentés, brun-rouge sur le dos et jaunâtre sur le ventre. Les Setae sont largement jumelés aux deux extrémités du corps. C'est la plus grande espèce du genre, environ 90 à 300 mm de long, environ 110 à 160 segments.

- Lumbricus festivus est moins répandu. Ils sont rouge-brun, plus clair sur le ventre et irisé sur le dos. Leurs corps varient de 50 à 110 mm avec 100 à 140 segments.

- Lumbricus badensis, le ver de terre géant, appartient également à ce genre. Son aire de répartition est limitée à la Forêt-Noire région du sud-ouest de l'Allemagne.

## Fonctions écosystémiques
Les lombrics jouent un rôle majeur dans l'aération, le mélange (par la bioturbation) et l'enrichissement et la capacité de drainage et d'absorption de l'eau des sols. Même si quelques espèces (dans les jungles tropicales acides) se contentent de sols très pauvres en matière organique, la plupart des lombrics ne supportent pas les sols acides et oligotrophes. Il leur faut des matières organiques (feuilles, bois mort...). Là où ils sont absents, on trouve généralement des enchitréidés.

## Bioindication
On les considère aussi dans certains cas comme biomarqueurs, et bioindicateurs de qualité du sol (dans les sols où ils sont naturellement présents ou devraient l'être).

## État des populations, pressions, menaces

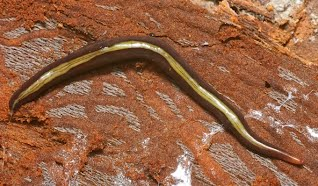
Menace nouvelle : ver plat (Plathelminthe Geoplanidae), espèce invasive non identifiée, signalée en France en 2013, prédatrice de vers de terre

L'abondance et la richesse en espèces de lombrics sont considérées comme des indicateurs de bonne qualité de sols (sur des sols leur convenant théoriquement).
L'intensification de l'agriculture (labour..., perte d'humus et de matière organique), la pollution des sols par certains pesticides (arsénicaux notamment, très utilisés aux États-unis sur le coton, les golfs, voire en forêt) sont des causes de raréfaction des lombrics. 
Pour les espèces épiendogées (de surface), la fragmentation écologique de leur territoire, par certains polluants, par les routes, canaux, ou par certaines tranchées (par exemple comblées avec des graves de crassiers industriels, des cendres d'incinérateur, du sable pur ou d'autres matériaux impropres au fouissement ou à la vie des lombrics, sont source d'impossibilité ou de grande difficulté à recoloniser des zones insularisées d'où les lombrics ou certaines espèces de lombrics ont disparu. Les lombrics sont très sensibles à certaines vibrations régulières du sol, ainsi qu'à certains polluants (phénols) qui les font remonter en surface.
Une nouvelle espèce de ver plat Plathelminthe(non identifiée à ce jour), probablement de la famille des Geoplanidae a été observée en France, dans trois départements (Finistère, Alpes-Maritimes, Corse) selon le Muséum national d'histoire naturelle (MNHN) et l'Inventaire national du patrimoine naturel (INPN) qui ont le 9 juin 2013 lancé un appel à témoin pour cartographier ces espèces invasives qui pourraient détruire les populations de lombrics.

## Génomique
- Le premier lombric dont le génome sera séquencé devrait être Lumbricus rubellus[2] (Ce sera aussi le premier annélidé oligochète)

## Liste d'espèces
- Lumbricus badensis Michaelsen, 1907
- Lumbricus baicalensis Michaelsen, 1900
- Lumbricus castaneus (Savigny, 1826)
- Lumbricus centralis Bouché, 1972
- Lumbricus festivus (Savigny, 1826)
- Lumbricus friendi Cognetti, 1904
- Lumbricus improvisus Zicsi, 1963
- Lumbricus klarae Zicsi & Csuzdi, 1999
- Lumbricus meliboeus Rosa, 1884
- Lumbricus polyphemus (Fitzinger, 1833)
- Lumbricus rubellus Hoffmeister, 1843
- Lumbricus terrestris Linnaeus, 1758